# Shangyu
Shangyu (上虞区S, ShàngyúP) è un distretto della Cina, situato nella provincia dello Zhejiang.